# 巴爾維

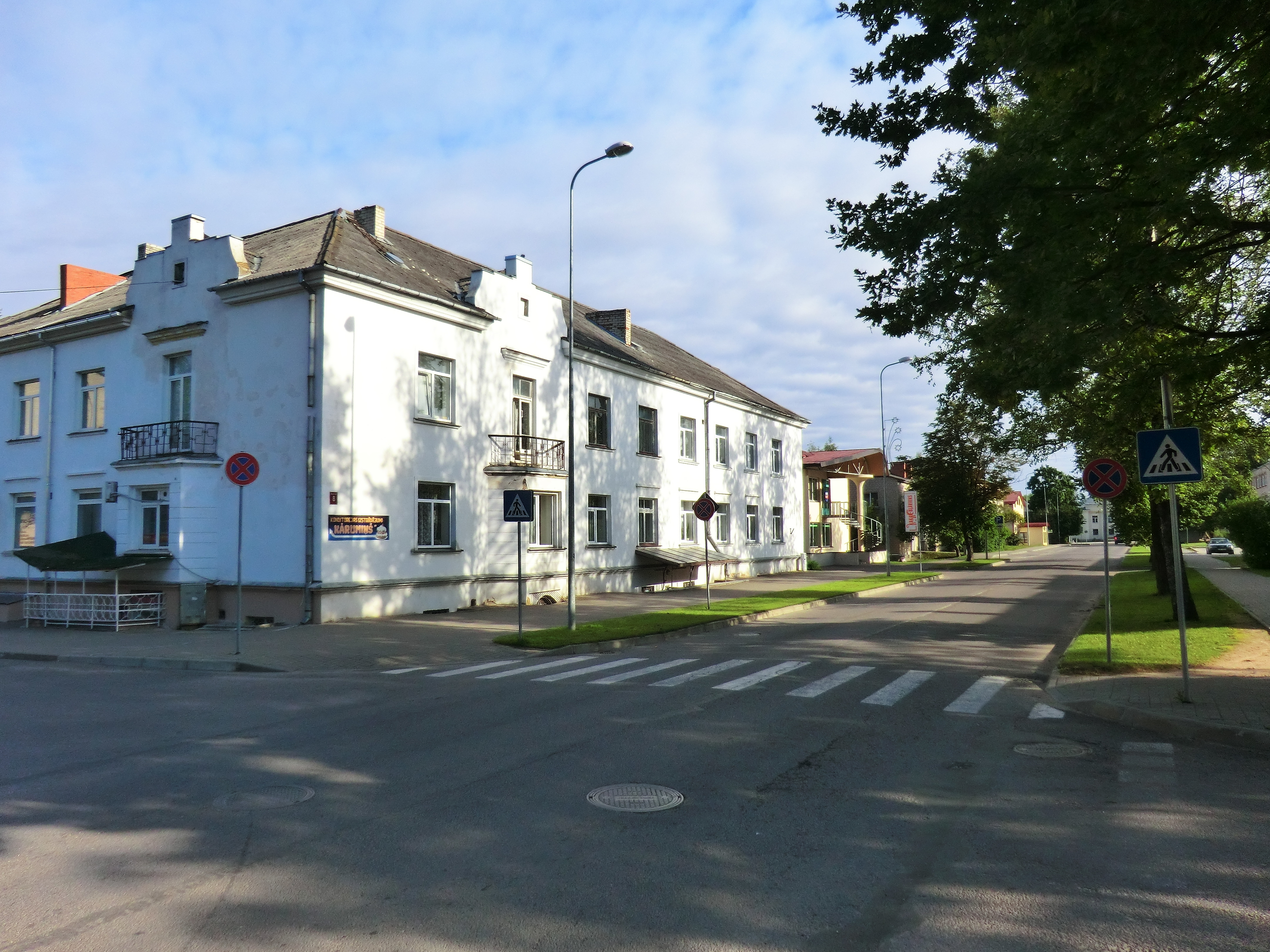

巴爾維是拉脫維亞巴爾維市鎮内的城鎮，位於該國東部，距離首都里加219公里，海拔高度118米，面積5.1平方公里，2012年人口7,738。第二次世界大戰期間，納粹德國在1944年7月大肆毀壞該鎮。